# Monomma glabrum
Monomma glabrum es una especie de coleóptero de la familia Monommatidae. Presenta la subespecie Monomma glabrum glabrum.

## Distribución geográfica
Habita en Madagascar.